# Список керівників держав 560 року
Список керівників держав 559 року — 560 рік — Список керівників держав 561 року — Список керівників держав за роками

## Європа
- Плем'я аварів — каган Кандік (554–562)
- Арморика — король Теудр Великий (545–584)
- Баварія — герцог Гарибальд I (548–591)
- Британські острови:
  - Берніція — король Глаппа (559–560), після загибелі трон успадкував його брат король Адда (560–568)
  - Бріхейніог — король Лліварх ап Рігенеу (540–580)
  - Вессекс — король Кінрік (534–560), його змінив син король Кевлін (560–591)
  - Гвінед — король Рін ап Майлгун (547–580)
  - Глівісінг — король Кадок Мудрий (523–580)
  - Дал Ріада — король Коналл I (558–574)
  - Дейра  — король Елла (559–588)
  - Дівед — король Кінгар ап Гуртевір (540–570)
  - Думнонія — король Костянтин ап Кадор (537–560), його змінив син король Геррен ап Костянтин (560–598)
  - Дунотинг — король Дінод Товстий (525–595)
  - Ебрук — король Еліффер ап Ейніон (500–560), його змінив син король Передур ап Эліффер (560–580)
  - Елмет — король Артуїс ап Масгвід (540–560), його змінив син король Гваллог ап Ллаенног (560–586)
  - Ессекс — король Есквін (547–568)
  - Каер Гвенддолеу — король Гвенддолеу ап Кейдіо (550–573)
  - Кент — король Ерменрік (540–591)
  - Мерсія — король Кіневальд (538–568)
  - Південний Регед — король Елідір Товстий і Красивий (535–560), його змінив син король Лліварх Старий (560–586)
  - Північний Регед — король Кінварх ап Мейрхіон (535–570)
  - Королівство Пік — король Сауїл Зарозумілий (525–590)
  - плем'я піктів — король Дрест IV (550–560), його змінив король Гартнарт I (560–567)
  - Королівство Повіс — король Брохвайл Іскітрог (? — бл. 560), його змінив син король Кінан Гаруін (бл. 560 — бл. 610)
  - Королівство Сассекс — король Рікольф (514–567)
  - Стратклайд(Альт Клуіт) — король Тутагуал ап Клінох (? — ок. 580)
- Бро Варох — король Канао I (550–560), його змінив король Макльо (560–577)
- Вестготське королівство — король Атанагільд (554–567)
- Візантійська імперія — імператор Юстиніан I (527–565)
  - Патріарх Константинопольський — Евтихій (552–565)
- Королівство гепідів — король Торисвінт (548–560), його змінив син король Кунімунд (560–567)
- Ірландія — верховний король Діармайт мак Кербалл (538–565)
  - Айлех — правили два брати король Фергюс мак Муйрхертах (534–566) та король Домнал мак Муйрхертах (534–566)
  - Коннахт — король Ферадах мак Росса (555–560), його змінив Аед (560–577)
  - Ленстер — король Койрпре (539–550), його змінив король Колман Мор (550–580)
  - Манстер — король Крімтанн Срем (550–560), його змінив король Кайрпре Кромм (550–580)
  - Улад — король Демман мак Керелл (557–572)
- Королівство лангобардів — король Алдуїн (546–566)
- Королівство свевів — король Аріамір (558/559 — 561/566)
- Святий Престол — папа римський Пелагій I (555–561)
- Франкське королівство — король Хлотар I (511–561)
  - Королівство Аквітанія — король Храмн (555–560)
- Швеція — король Адільс (530–575)

## Азія
- Абазгія — князь Іствіне (550–580)
- Аль-Хіра (Династія Лахмідів) — цар Амр III ібн аль-Мундір (554–569)
- Вансуан — імператор Тріє В'єт Вуонг (547–571)
- Диньяваді (династія Сур'я) — раджа Сур'я Кала (552–575)
- Джабія (династія Гассанідів) — цар Аль-Харіс ібн Джабала (529–569)
- Іберійське царство — цар Фарсман V (547–561)
- Індія:
  - Вішнукундина — цар Вікрамендра Варма II (555–569)
  - Західні Ганги — магараджа Дурвініта (529–579)
  - Камарупа — цар Чандрамукхаварман (542–566)
  - Маітрака — магараджа Гухасена (бл. 556 — бл. 570)
  - Династія Паллавів  — махараджа Сімхаварман III (550–574)
  - Раджарата — раджа Моггаллана II (540–560), його змінив раджа Кіттісірі Медаванна (560–561)
  - Чалук'я — араджа Сат'яшрая Пулакешін I Чалук'я (535–566)
- Китай (Південні та Північні династії)
  - Династія Північна Ці — імператор Ґао Їнь (Король Міньдао) (559–560), його змінив імператор Ґао Янь (Сяо Чжао-ді) (560–561)
  - Династія Північна Чжоу — імператор Юйвень Юй (Мін-ді) (557–560), його змінив імператор Юйвень Юн (У-ді) (560–578)
  - Тогон — Муюн Куалюй (540–591)
  - Династія Чень — імператор Чень Цянь (559–566)
- Корея:
  - Кая (племінний союз) — кимгван Тосольджі (532–562)
  - Когурьо — тхеван (король) Пхьонвон (559–590)
  - Пекче — король Відок (554–598)
  - Сілла — ван Чінхин Великий (540–576)
- Лазіка — цар Тцат II (555–570)
- Паган — король Хан Лат (557–569)
- Персія:
  - Держава Сасанідів — шахіншах Хосров I Анушірван (531–579)
- Тарума (острів Ява) — цар Сур'яварман (535–561)
- Тюркський каганат — каган Мукан-каган (553–572)
  - на заході фактично правив брат кагана ябгу Істемі Багадур (552–576)
- Хим'яр — цар Абраха (536–570)
- Чампа — князь Рудраварман I (529–572)
- Ченла — раджа Шрештхаварман II (555–560), його змінив раджа Віраварман (560–575)
- Японія — імператор Кіммей (539–571)

## Африка
- Аксумське царство — негус Йоель (бл. 555 — бл. 575)

## Північна Америка
- Цивілізація Майя:
  - Канульське царство — цар Хут ном Чаналь (551–572/573)
  - Копан — цар ?-Балам (553–578)
  - місто Паленке — священний владика К'ан Хой Чітам I (524–565)
  - місто Тікаль — цар Яш-Еб-Шок II (537–562)